# Bérengère Schuh

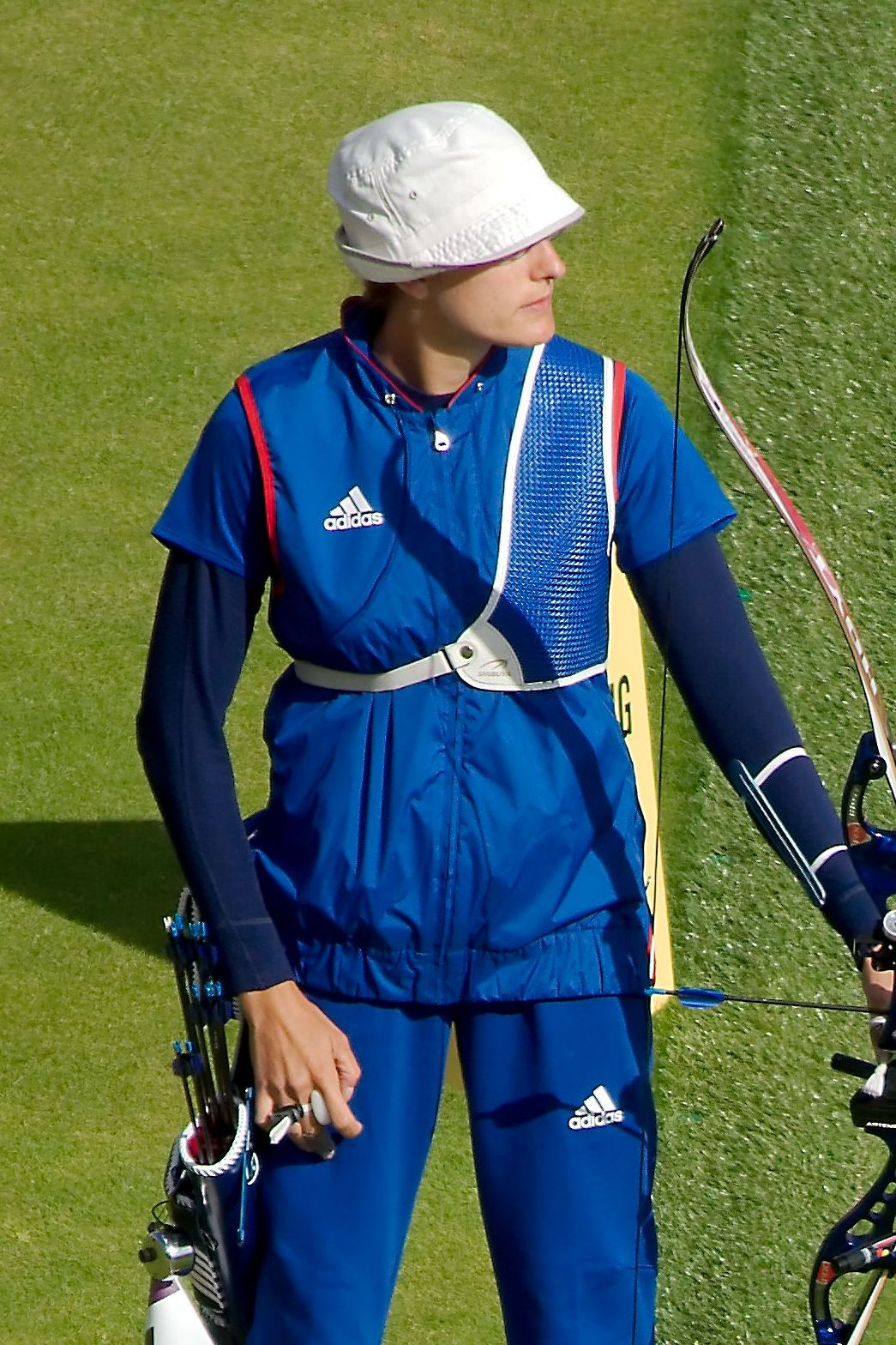
Bérengère Schuh

Bérengère Schuh (Auxerre, 13 juni 1984) is een Frans boogschutter.
Schuh is meervoudig internationaal kampioen boogschieten. Ze werd wereldkampioen indoor in Nîmes (2003). Op de Olympische Spelen in Athene (2004), viel ze met haar team (met Alexandra Fouache en Aurore Trayan) net buiten de prijzen en behaalde de vierde plaats. Bij het EK Indoor in Jaén (Spanje) (2006) werd ze opnieuw kampioen. Een jaar later, bij het Wereldkampioenschap Indoor in İzmir (2007) werd ze tweede en met haar team won ze de gouden medaille. In 2008 werd ze Europees kampioen outdoor in het Franse Vittel. Bij de Olympische Spelen in Peking (2008) won ze met het team (met Virginie Arnold en Sophie Dodemont) de bronzen medaille.